# Glenea fulvomaculata

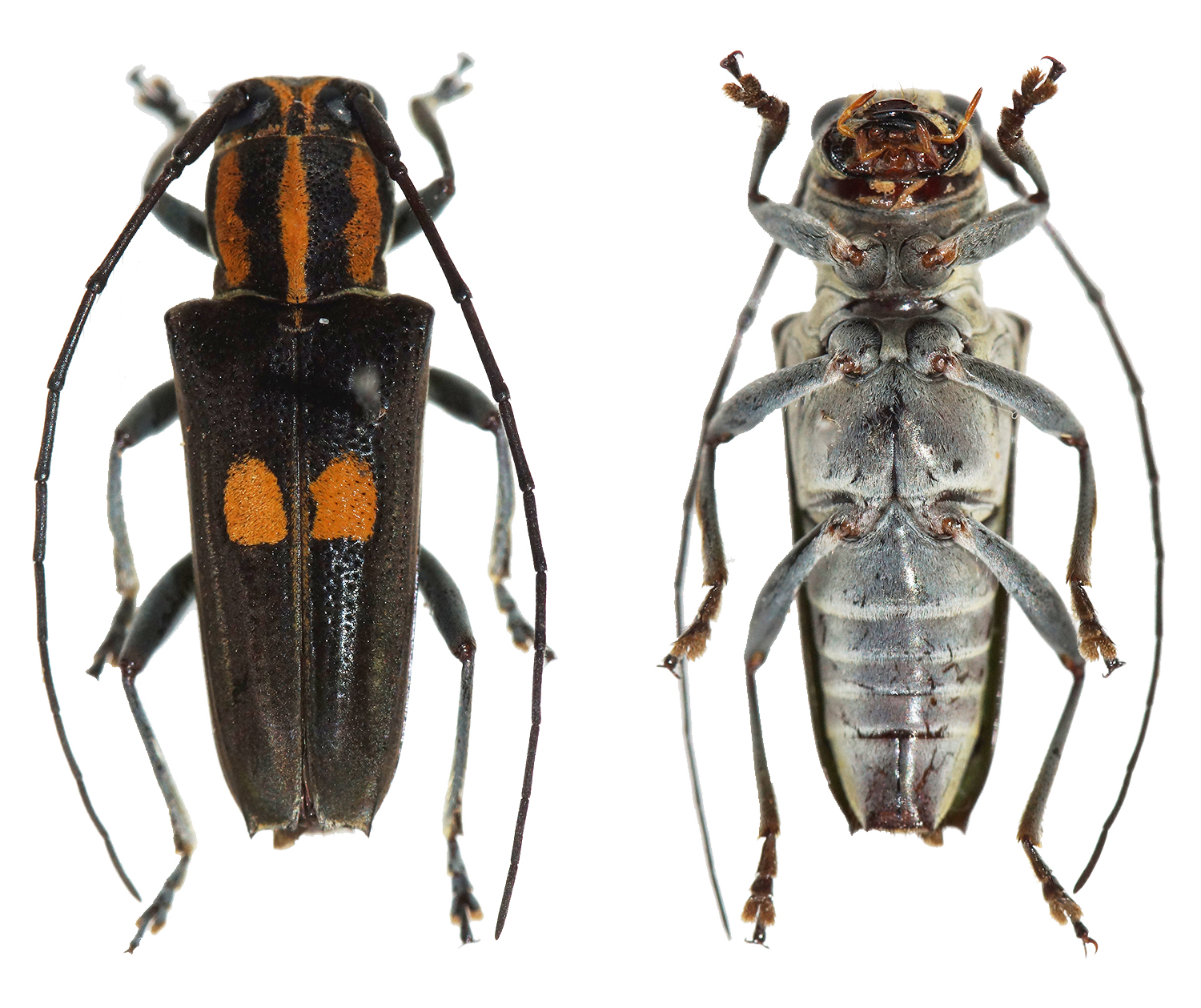

Glenea fulvomaculata é uma espécie de escaravelho da família Cerambycidae. Foi descrito por James Thomson em 1860.